# MTV Adria
MTV Adria je bio glazbeni tv-kanal, 101. po redu u franšizi MTV, a obuhvaćao je prostor Bosne i Hercegovine, Crne Gore, Hrvatske, Sjeverne Makedonije, Slovenije i Srbije.

## Programska shema
MTV Adria s emitiranjem su započeli 1. rujna 2005. s još nepoznatim detaljima programske sheme, ali znalo se unaprijed da će biti rađena po uzoru na tipičnu MTV-jevsku, s mnogo projekata zabavnog i zabavno-informativnog tipa ciljanih na na mladu publiku, a popunjena i glazbenim video spotovima domaće i strane produkcije. Ipak, nije se baš dugo zadržao na balkanu te je nakon 12 godina ugašen.

### Popis emisija
Poznate emisije bile su:
- MTV News, kratki informativni blok s vijestima iz zabavne industrije po uzoru na istoimenu emisiju izvorne MTV produkcije
- MTV News Weekend Edition, produljena inačica MTV Newsa za emitiranje vikendom
- Adria Top 20, regionalna top-ljestvica s još nepoznatim kriterijem uređivanja
- Blok, emisija o hip-hop glazbi
- Dancefloor Chart, emisija o elektronskoj i plesnoj glazbi

### Popis prezentera
Prezenteri MTV Adrie odabrani su sustavom polujavnih audicija pod sloganom "MTV - to si ti!" između brojnih kandidata iz Hrvatske i Slovenije, zasad su poznati:
- Ivan Šarić, voditelj emisije MTV News Weekend Edition
- Martina Vrbos, voditeljica emisije Blok
- Lana Borić, voditeljica emisije Dance Floor Chart
- Maja Taraniš, voditeljica emisija Adria Top 20

## Ostali projekti

### DanMTV Adria
Početak emitiranja obilježen je 10. rujna 2005. simultanim koncertima u Ljubljani i Zagrebu, sa švedskim sastavom The Hives i hrvatskim Let3 kao glavnim atrakcijama; ta dva sastava nastupila su iste večeri u oba grada, utrkujući se međusobno koji će brže stići od Ljubljane do Zagreba i obratno između nastupa. Popis izvođača:
U Zagrebu:
- The Hives
- Let3
- Father
- TBF
- Siddharta
- Hladno pivo

U Ljubljani:
- The Hives
- Let3
- Melodrom
- Dubioza kolektiv
- Gušti & Polona
- Darkwood Dub

## Vanjske poveznice
- MTV Adria - službene stranice  Arhivirana inačica izvorne stranice od 26. listopada 2008. (Wayback Machine)